# Yên Thiếp Mộc Nhi
Yên Thiếp Mộc Nhi (tiếng Trung: 燕帖木兒 (Yàn tiē mù er), tiếng Mông Cổ:(ᠡᠯᠲᠡᠮᠦᠷ; El Temür) (?-1333) là một nhà chính trị và là thừa tướng thời nhà Nguyên, vốn là một phần của đế quốc Mông Cổ, vào đầu thế kỷ 14 trong lịch sử Trung Quốc.

## Cuộc đời
Ông nguyên là một quý tộc thuộc bộ tộc Khâm Sát (Kipchak), người đứng sau cuộc đảo chính đã đưa Đồ Thiếp Mộc Nhi (tức Nguyên Văn Tông) lên làm hoàng đế nhà Nguyên ở Đại Đô Khanbaliq vào năm 1328. Các thành viên của phe phục hồi tại Khanbaliq đã giành chiến thắng trong cuộc chiến tranh hai đô dưới sự lãnh đạo của Văn Tông và Yên Thiếp Mộc Nhi. Sau khi phe Thượng Đô đầu hàng, Đồ Thiếp Mộc Nhi bất ngờ thoái vị để ủng hộ anh trai Hòa Thế Lạt, người được khả hãn của Sát Hợp Đài là Eljigidey hậu thuẫn và tuyên bố triều đình Khanbaliq có ý định chào đón ông ta. Tuy nhiên, Hòa Thế Lạt đột ngột qua đời chỉ bốn ngày sau một bữa tiệc với Đồ Thiếp Mục Nhi, được cho là bị giết bằng thuốc độc bởi Yên Thiếp Mộc Nhi, người đã thanh trừng các đại thần ủng hộ Hòa Thế Lạt và mang lại quyền lực cho các lãnh chúa địa phương, những người mà sự cai trị chuyên quyền của họ đã đánh dấu sự suy tàn của triều đại nhà Nguyên.
Dưới thời Văn Tông, quyền lực của Yên Thiếp Mộc Nhi hoàn toàn lấn lướt hoàng quyền. Vì Yên Thiếp Mộc Nhi có công lớn trong việc đưa mình lên kế vị, bản thân Văn Tông không dám nói năng hồ đồ hay phản đối những quyết sách chính trị của ông ta. Triều đình cho ông làm Trung thư hữu thừa tướng, sau đó phong làm Thái Bình vương, lại còn giao hết chính sự cho ông quyết định. Lợi dụng sự tin tưởng của hoàng đế, Yên Thiếp Mộc Nhi tạo dựng phe cánh, bắt đầu sống xa xỉ, hoang dâm, phung phí vô độ. Thế lực của ông vượt xa mọi tể tướng triều Nguyên trước đó, đến nỗi con trai ông còn phải thốt lên: "Nhà ta thống lĩnh thiên hạ rồi!".
Khi Nguyên Văn Tông băng hà năm 1332, vua đã lập di chiếu truyền ngôi cho con của Hòa Thế Lạt để chuộc lỗi cho hành động giết anh cướp ngôi trước đó. Yên Thiếp Mộc Nhi dù nghe theo di chiếu, đã đưa con út của Hòa Thế Lạt là Ý Lân Chất Ban lên ngôi thay vì con trưởng Thỏa Hoan Thiếp Mộc Nhi, do ông biết Thỏa Hoan Thiếp Mộc Nhi đang nghi ngờ mình đã giết Hòa Thế Lạt. Tuy nhiên, do Ý Lân Chất Ban mất sớm chỉ sau hai tháng tại vị, hoàng thái hậu Bốc Đáp Thất Lý đã can thiệp và lập Thỏa Hoan Thiếp Mộc Nhi lên kế vị, bất chấp việc Yên Thiếp Mộc Nhi muốn lập con của Văn Tông là Yên Thiếp Cổ Tư lên nối ngôi.
Dù không thể ngăn Thỏa Hoan Thiếp Mộc Nhi lên ngai vàng, Yên Thiếp Mộc Nhi đã yêu cầu hoàng đế phải sắc phong cho con gái của ông là Đáp Nạp Thất Lý làm hoàng hậu như một phần trong kế hoạch giết hoàng đế sau này. Bà đã sinh cho Nguyên Huệ Tông một người con trai nhưng đã chết khi còn nhỏ. Yên Thiếp Mộc Nhi cũng có hai người con trai là Đường Kỳ Thế (con trưởng) và Tháp Lạp Hải (con út), những người được ông giao cho thống lĩnh toàn bộ binh mã của triều đình.
Yên Thiếp Mộc Nhi mắc bệnh qua đời vào năm 1333 và thế lực mà ông gây dựng đã nhanh chóng sụp đổ khi các con của ông bị đối thủ chính trị Bá Nhan sát hại vào năm 1335.

## Trong văn hóa
Nhân vật Yên Thiếp Mộc Nhi (hay Đại thừa tướng Yên Tuấn) được đóng bởi Jeon Gook-hwan trong bộ phim truyền hình Hàn Quốc Hoàng hậu Ki 2013–2014 của đài MBC.